# Hoplammophila anatolica
Hoplammophila anatolica är en biart som först beskrevs av De Beaumont 1960.  Hoplammophila anatolica ingår i släktet Hoplammophila och familjen grävsteklar. Inga underarter finns listade i Catalogue of Life.